# Князь-епископ
Князь-епископ (нем. Fürstbischof) — епископ, который помимо осуществления священнических функций обладал светской властью на определённой территории и являлся сувереном соответствующего территориального образования — церковного княжества. Князья-епископы особенно характерны для Священной Римской империи, в которой церковные княжества являлись важной опорой государственной власти, а их правители обладали статусом имперских сословий и пользовались полной самостоятельностью во внутренних делах. Князья-епископы также существовали в Англии (епископ Дарема), Франции, Черногории и некоторых других странах. В настоящее время правами князя-епископа в отношении Андорры обладает епископ Уржельский. 

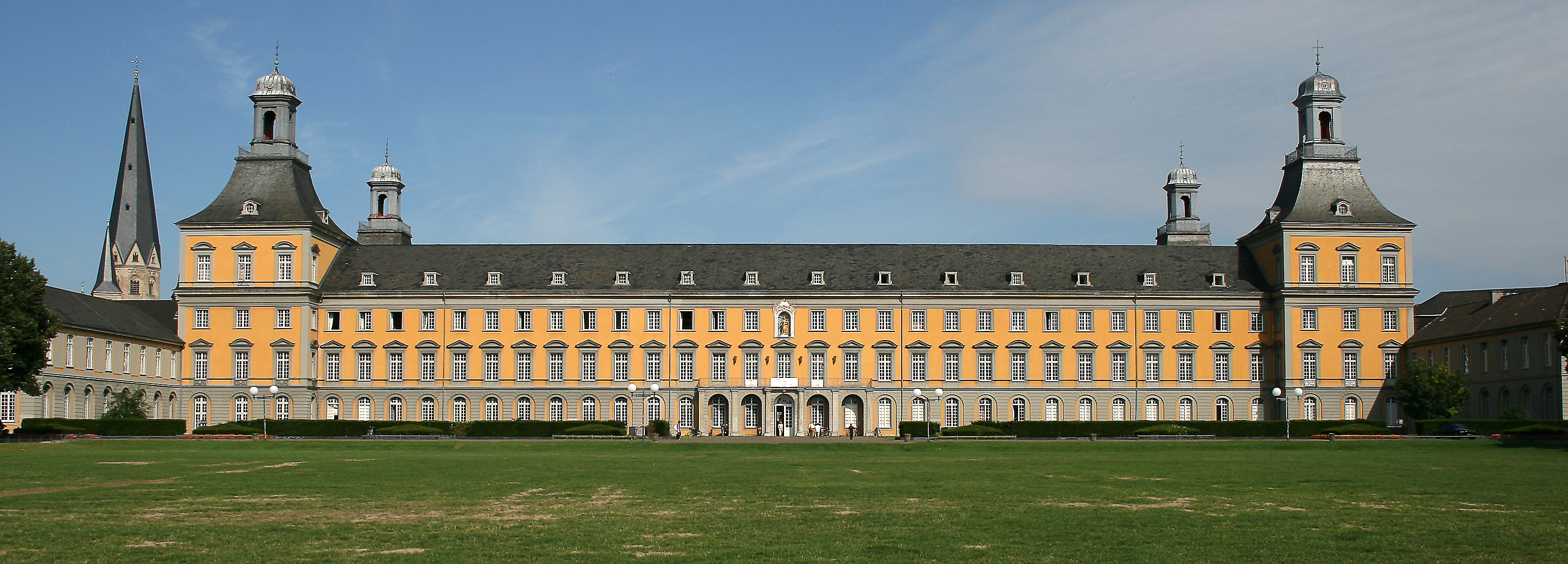
Резиденция кёльнских архиепископов в Бонне

## Князья-епископы Священной Римской империи
Князья-епископы Священной Римской империи представляли собой епископов, возведённых в княжеское достоинство. Они образовывали отдельное имперское сословие и имели право участвовать в рейхстагах Священной Римской империи (духовная курия Совета имперских князей).

### Возникновение и развитие
Статус светского правителя у германских епископов начал складываться ещё в раннее средневековье, когда имперская церковная система находилась под полным контролем императоров и являлась одной из важнейших опор их власти. Противопоставляя епископов более независимым светским правителям племенных герцогств императоры X—XII веков назначали на епископские кафедры своих приближённых и уступали им королевские права (регалии) на соответствующей территории. В процессе дальнейшей децентрализации Священной Римской империи такие территории постепенно трансформировались в автономные княжества под властью епископов.
Важнейшим юридическим документом, закрепившим светскую власть епископов и давшим толчок развитию территориального суверенитета в рамках церковных княжеств, стал указ императора Фридриха II 1220 года «Соглашение с князьями церкви». «Золотая булла» 1356 года предоставила трём князьям-епископам (архиепископам Майнца, Кёльна и Трира) статус курфюрстов с правом голоса при выборах императора и независимостью во внутренних делах, поставив тем самым эти церковные княжества в один ряд с крупнейшими светскими государственными образованиями империи. К началу XVI века на территории империи существовало 53 церковных княжества, правители которых образовывали в рейхстаге отдельную курию (перечень князей-епископов Священной Римской империи в 1521 году см.: Состав рейхстага Священной Римской империи в 1521 г.).
В результате Реформации XVI века, сопровождаемой процессами секуляризации и медиатизации церковных владений, количество княжеств-епископств в составе империи уменьшилось к 1648 г. до двадцати трёх. Некоторое время (до начала XVII века) наряду с католическими церковными княжествами существовали и протестантские (например, Магдебургское архиепископство), которые, однако, по мере развития институтов лютеранской церкви и лютеранских княжеств теряли самостоятельность и переходили под управление светских администраторов — правителей соседних государственных образований.
Вестфальский мир 1648 года превратил практически все бывшие протестантские церковные княжества в светские владения и санкционировал их аннексию более крупными государственными образованиями. В результате из лютеранских церковных княжеств остались лишь епископство Любек, а также Оснабрюк, где епископами попеременно становились католики и протестанты. Католические церковные княжества, особенно многочисленные в Центральной и Юго-Западной Германии, сохранили самостоятельность. К 1792 году в составе Священной Римской империи насчитывалось 26 церковных княжеств-епископств (включая три церковные курфюршества). Кроме того, правами князя-епископа пользовался великий магистр Тевтонского ордена. Прочие епископы (протестантские, а также некоторые католические (Гурк, Лавант, Безансон), не имеющие непосредственных имперских ленов) не обладали статусом князей и светской властью на подчинённых территориях.

### Социально-политические институты

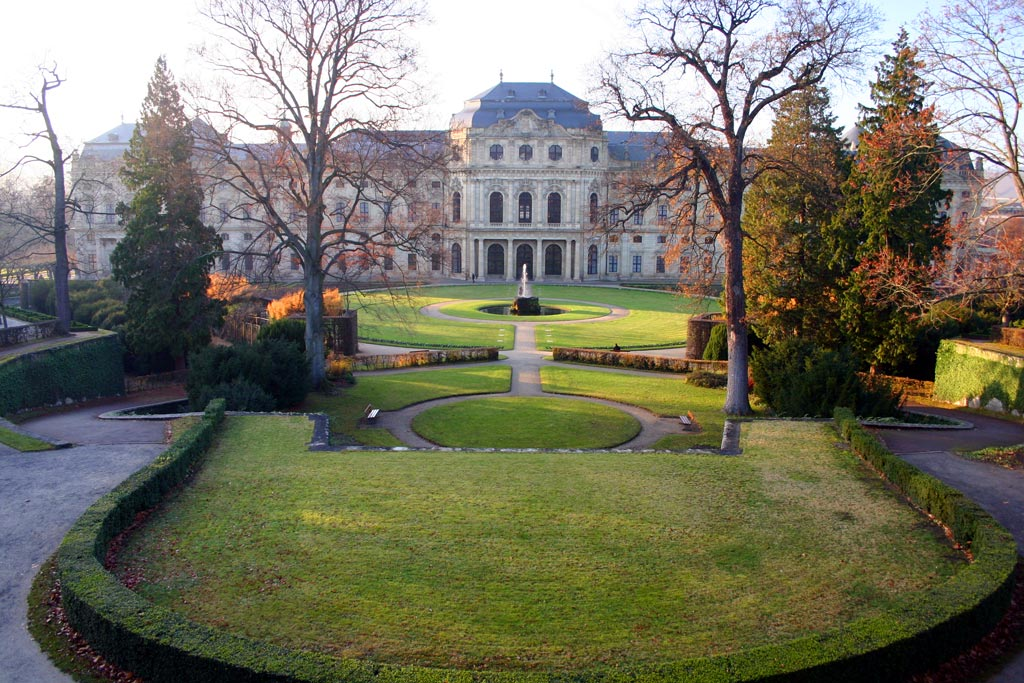
Барочная резиденция князей-епископов Вюрцбурга — памятник Всемирного наследия

В XVI—XVIII веках посты князей-епископов занимались практически исключительно представителями имперского дворянства — младшими сыновьями старинных княжеских и рыцарских родов. В этом отношении немецкая церковь на руководящем уровне являлась дворянской церковью и выражала интересы высшего имперского дворянства. Некоторые епископства традиционно возглавлялись членами одной и той же аристократической фамилии, что играло значительную роль в формировании и расширении территориальной власти той или иной династии (Веттины, Виттельсбахи, Шёнборны). В то же время, духовная карьера обеспечивала определённый уровень подвижности социальных слоёв: иногда епископами, а значит и членами высшей княжеской элиты империи, становились представители низшего дворянства, а до XVII века — и бюргерства.
Структура управления церковных княжеств в целом развивалась аналогично административной системе светских государственных образований империи. Так же, как и в светских княжествах, в княжествах-епископствах были созданы придворные советы и придворные суды — высшие судебно-административные органы, тайные советы — высшие исполнительные органы, которые к концу XVIII века были разделены на министерства, придворные палаты — органы финансового управления. Наиболее существенным отличием являлась особая роль соборного капитула, который, наряду с собственно епископом, являлся верховным органом власти княжества, с правом избрания епископа. В капитул входили, главным образом, представители ведущих местных аристократических фамилий. В тех епископствах, где были созданы ландтаги, капитулы фактически представляли собой их ядро, выражали интересы местного дворянства и выступали как институт, ограничивающий власть епископа. В некоторых церковных княжествах (Майнц, Аугсбург) влияние капитула было очень значительным, а епископ при избрании должен был принимать на себя определённые обязательства (избирательные капитуляции) в отношении капитула и земских сословий.

### Упразднение
Секуляризация общественного сознания в эпоху Просвещения, а также влияние Великой французской революции, в ходе которой церковная собственность была национализирована, подорвали политические позиции князей-епископов. Французская экспансия конца XVIII века привела к 1801 году к отторжению от империи левобережья Рейна, в результате чего многие светские правители Германии лишились обширных земельных владений. В 1803 году имперская депутация приняла решение о секуляризации всех церковных княжеств и имперских аббатств и разделе их владений между крупными светскими государственными образованиями и бывшими владельцами земель на территориях, отошедших к Франции (Заключительное постановление имперской депутации). Действующие князья-епископы сохраняли этот титул пожизненно, однако лишались светской власти. Княжества-епископства упразднялись. Единственное исключение было сделано для архиепископа Майнца Карла Теодора Дальберга, который сохранил статус курфюрста и суверенитет над своим княжеством (территории вокруг Регенсбурга и Ашаффенбурга). В 1810 году, однако, это последнее церковное княжество было секуляризовано и трансформировалось в светское великое герцогство Франкфуртское. Мальтийский и Тевтонский ордена также были секуляризованы в 1806 и 1809 годах соответственно.

### Княжества-епископства в 1800 году
- Курфюршество-архиепископство Майнц
- Курфюршество-архиепископство Кёльн
- Курфюршество-архиепископство Трир
- Княжество-архиепископство Зальцбург
- Княжество-епископство Айхштет
- Княжество-епископство Аугсбург
- Княжество-епископство Базель
- Княжество-епископство Бамберг
- Княжество-епископство Бреслау[a]
- Княжество-епископство Бриксен
- Княжество-епископство Вормс
- Княжество-епископство Вюрцбург
- Княжество-епископство Констанц
- Княжество-епископство Корвей
- Княжество-епископство Кур[a]
- Княжество-епископство Льеж[a]
- Княжество-епископство Любек
- Княжество-епископство Мюнстер
- Княжество-епископство Оснабрюк
- Княжество-епископство Падерборн
- Княжество-епископство Пассау
- Княжество-епископство Регенсбург
- Княжество-епископство Страсбург
- Княжество-епископство Трент
- Княжество-епископство Фрайзинг
- Княжество-епископство Фульда
- Княжество-епископство Хильдесхайм
- Княжество-епископство Шпейер

### Прочие княжества-епископства империи
- Княжество-архиепископство Аквилея (секуляризировано Венецией в 1445)
- Княжество-архиепископство Бремен (секуляризировано Швецией в 1648)
- Княжество-архиепископство Вьенн (аннексировано Францией в 1449)
- Княжество-архиепископство Лион (аннексировано Францией в 1312)
- Княжество-архиепископство Магдебург (секуляризировано Бранденбургом в 1680)
- Княжество-архиепископство Тарантез (медиатизировано Савойей в 1358)
- Княжество-епископство Бранденбург (секуляризировано Бранденбургом в 1569)
- Княжество-епископство Валанс (аннексировано Францией в 1456)
- Княжество-епископство Вармия (аннексировано Польшей в 1479)
- Княжество-епископство Верден (аннексировано Францией в 1648)
- Княжество-епископство Вивьер (аннексировано Францией в 1305)
- Княжество-епископство Гурк (медиатизировано Австрией в XV веке)
- Княжество-епископство Женева (секуляризировано коммуной Женевы в 1532)
- Княжество-епископство Зеккау (медиатизировано Австрией в XV веке)
- Княжество-епископство Камбре (секуляризировано Францией в 1678)
- Княжество-епископство Каммин (секуляризировано Бранденбургом в 1650)
- Княжество-епископство Кимзее (медиатизировано Баварией в XV веке)
- Княжество-епископство Лавант (медиатизировано Австрией в XV веке)
- Княжество-епископство Лебус (секуляризировано Бранденбургом в 1598)
- Княжество-епископство Лозанна (секуляризировано Берном в 1536)
- Княжество-епископство Мейсен (секуляризировано Саксонией в 1559)
- Княжество-епископство Мерзебург (секуляризировано Саксонией в 1652)
- Княжество-епископство Мец (аннексировано Францией в 1648)
- Княжество-епископство Минден (секуляризировано Бранденбургом в 1652)
- Княжество-епископство Наумбург (секуляризировано Саксонией в 1615)
- Княжество-епископство Ратцебург (секуляризировано Мекленбургом в 1648)
- Княжество-епископство Сьон (член Швейцарской конфедерации c 1529, секуляризировано Гельветической республикой в 1798)
- Княжество-епископство Туль (аннексировано Францией в 1648)
- Княжество-епископство Утрехт (секуляризировано Испанией в 1528)
- Княжество-епископство Ферден (секуляризировано Швецией в 1648)
- Княжество-епископство Хальберштадт (секуляризировано Бранденбургом в 1648)
- Княжество-епископство Хафельберг (секуляризировано Бранденбургом в 1598)
- Княжество-епископство Шверин (секуляризировано Мекленбургом в 1648)

Кроме того, прерогативами светских правителей обладали в раннее средневековье епископы северной и средней Италии: архиепископы Милана и Равенны, епископы Пизы, Флоренции, Сиены, Ареццо, Вольтерры, Брешии, Лоди и других городов. В XI—XIII веках, однако, итальянские епископы лишились светской власти, которая перешла к городским коммунам.

## Князья-епископы иных государств

### Англия
Статусом князя-епископа в Англии обладал епископ Дарема. Впервые прерогативы светского правителя земель в нижнем течении Тайна и к северу от него до шотландской границы были пожалованы даремскому епископу в 1075 году после казни эрла Вальтеофа и ликвидации его нортумбрийского графства.
В 1086 году территория к северу от Тайна перешла во владение Роберта де Мобрея и в дальнейшем стала графством Нортумберленд, а земли к югу от него остались под управлением епископа Даремского, образовав графство Дарем. Последнее графство, имеющее большое значение в организации обороны англо-шотландской границы, получило права палатината, предоставлявшие широкую автономию во внутренних делах и независимость от судебно-административной системы Английского королевства. В частности, князь-епископ Даремский имел полномочия на территории своего графства созывать собственный парламент и организовывать военные силы, назначать шерифов и судей, устанавливать собственные законы, учреждать и взимать в свою пользу налоги и пошлины, организовывать ярмарки и утверждать хартии, чеканить собственную монету, управлять королевскими лесами и пользоваться доходами от разработки недр. Эти права ставили епископа Даремского в исключительное положение в системе феодальной иерархии средневековой Англии.

В 1300 году князь-епископ Энтони Бек так описывал свой статус:

В Англии есть два короля: господин король Англии, носящий корону в знак своей верховной власти, и господин епископ Дарема, носящий вместо короны митру в знак своей верховной власти в Даремском диоцезе.

В 1536 году судебные полномочия Даремского епископа были существенно ограничены Генрихом VIII, проводящем политику укрепления центральной власти в Англии.
В 1646 году, в ходе английской революции XVII века автономия палатината была упразднена, однако после Реставрации Стюартов — восстановлена. Уния Англии и Шотландии 1703 года лишила Дарем какого-либо стратегического значения, превратив регальные права епископа в анахронизм. Окончательно княжество-епископство было ликвидировано в 1836 году, в 1882 году Дарем потерял и роль ведущего церковного центра Северной Англии после образования епископства Ньюкасл-апон-Тайн. Наконец, в 1971 году были упразднены отдельные палатинские суды, что окончательно уравняло графство Дарем с остальной территорией Англии.

### Франция

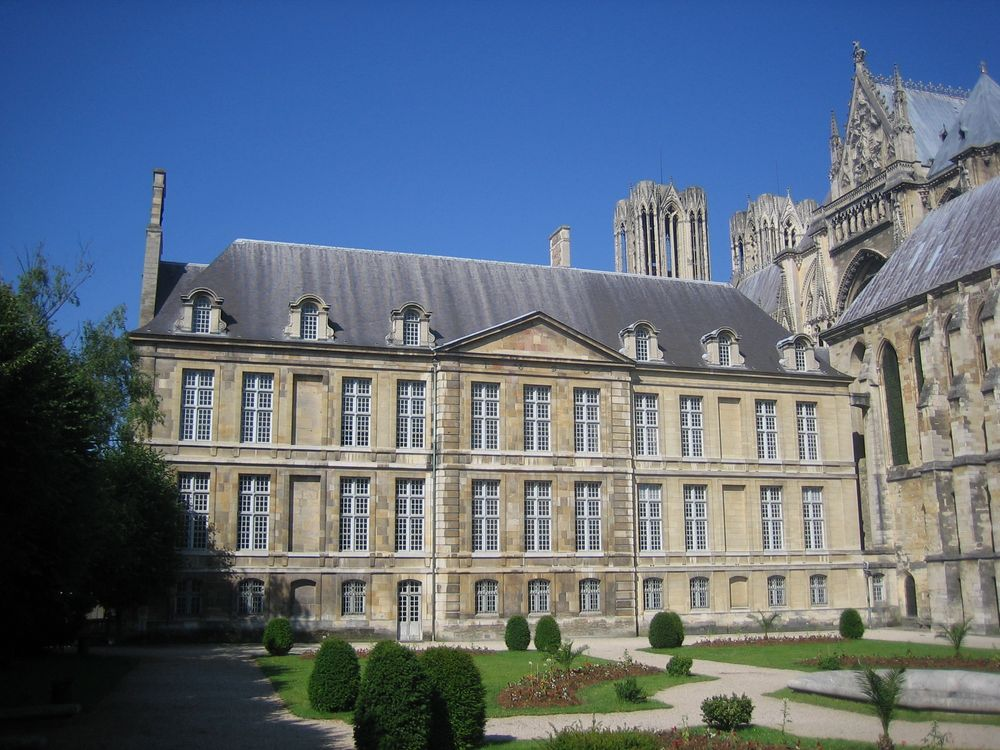
Дворец руанских архиепископов — памятник Всемирного наследия

Децентрализация Французского королевства при последних Каролингах способствовала формированию церковных княжеств на основе земель и регальных прав, пожалованных епископам и архиепископам королями. Институты французской церкви были частью феодальной иерархии страны, епископы, аббаты и приоры могли являться вассалами или сюзеренами светских правителей по тому или иному земельному владению, и, соответственно, входить в отношения оммажа, приносить клятву верности и получать инвеституру на свои земли. Для Франции была характерна незначительность территории светских владений епископов, а также такой способ приобретения светской власти церковными иерархами, как наследование, покупка или получение в дар от бывших владельцев графств и сеньорий, без исключения этих земель из феодально-ленной пирамиды. Региональные епископы постепенно попали под контроль местных светских правителей (графов и герцогов), обладавших большими земельными и финансовыми ресурсами. Однако, начиная с XI века сложился прочный союз французской церкви и французских королей и стал развиваться процесс консолидации феодальных владений, в том числе церковных, под властью короля. В XII—XIV веках королям Франции удалось добиться признания непосредственного сюзеренитета над большей частью церковных территорий страны и распространить на земли епископов королевскую судебную и административную системы. Это привело к постепенной ликвидации самостоятельности церковных княжеств. Епископы, однако, продолжали носить светские титулы графов или герцогов в отношении территорий, ранее находящихся в их феодальном владении, причём шесть из них являлись высшими пэрами королевства и имели преимущество перед светской аристократией Франции.
Епископы-пэры Франции:
- Архиепископ-герцог Реймса
- Епископ-герцог Лангра
- Епископ-герцог Лана
- Епископ-граф Бове
- Епископ-граф Шалона
- Епископ-граф Нуайона

Прочие епископы-графы Франции:
- Архиепископ-граф Лиона
- Епископ-граф Альби
- Епископ-граф Амьена
- Епископ-граф Вивьера
- Епископ-граф Кагора
- Епископ-граф Клермона
- Епископ-граф Ле-Пюи
- Епископ-граф Лиможа
- Епископ Магалоны — граф Могио
- Епископ-граф Макона
- Епископ Манда — граф Жеводана
- Епископ-граф Санса
- Епископ-граф Турне

### Черногория
К князьям-епископам зачастую также относят митрополитов Цетинье — владык Черногории до 1852 года. Источники и характер светской власти черногорских митрополитов, однако, не носили феодального характера, как у князей-епископов Западной Европы. Цетинский монастырь и его глава с XVI века являлись моральным и политическим центром объединения разрозненных черногорских и брдских племён в совместной борьбе за освобождение от власти Османской империи. Суверенных прав в отношении черногорских земель митрополиты не имели, хотя и являлись крупнейшими землевладельцами этой области. До XIX века Цетинский митрополит фактически выполнял роль главы конфедерации черногорских племён и руководил её внешней политикой. Судебная и административная система сохраняли общинно-племенной характер, а светские прерогативы митрополита были ограничены существованием поста гувернадура, ответственного за организацию вооружённых сил и осуществление судебной власти в Черногории, причём если митрополиты во внешней политике обычно ориентировались на Россию, то гувернадуры — на Венецию.
Укрепление власти митрополитов в первой половине XIX века привёл к упразднению поста гувернадура, ослаблению влияния племенных старейшин в системе управления Черногории и концентрации всей полноты власти в стране в руках Черногорского митрополита. При Петре I и Петре II был создан централизованный аппарат управления, судебная и полицейская системы, подчинённые и финансируемые митрополитом. Сепаратистские выступления старейшин были подавлены, а Черногория превратилась в единое государство под властью митрополита. Это позволило Даниле I в 1852 году принять титул князя Черногории и, отказавшись от поста митрополита, преобразовать страну в светское государство.

### Польша
Помимо княжеств-епископств Бреслау и Каммин, входящих в состав Священной Римской империи, на территории современной Польши существовало также епископство Вармия (Эрмланд), обладавшее особым статусом. Оно было образовано в 1243 году как лен Тевтонского ордена. В 1356 году «Золотая булла» Карла IV подтвердила светские прерогативы епископа как главы самоуправляющегося княжества в составе Тевтонского ордена с центром во Фромборке. Объём прав и привилегий князя-епископа Вармии был достаточно широк, хотя он оставался в подчинении великого магистра Тевтонского ордена. После битвы при Грюнвальде 1410 года епископ Варминский признал сюзеренитет короля Польши, а по Торуньскому миру 1466 года Вармия вместе с территорией Западной Пруссии вошла в состав Речи Посполитой на правах автономного княжества. Неурегулированность вопроса статуса Варминского епископства в составе Польши привела к войне 1467—1479 годов, в результате которой привилегии князя-епископа были подтверждены, однако над процедурой его избрания был установлен контроль польского короля. В дальнейшем князь-епископ Варминский входил в круг высшей польско-литовской аристократии с правом участия в сенате Речи Посполитой. Варминское княжество сохраняло автономию в судебной и административной системе, имело собственный представительный орган (Варминский сеймик) и вооружённые силы. После Первого раздела Речи Посполитой в 1772 году территория Варминского княжества была присоединена к Пруссии, его автономия ликвидирована, а имущество князя-епископа секуляризировано.
C 1443 по 1790 годы епископ Кракова носил титул князя Севежского. Севеж с округой был выкуплен в 1443 году епископом Збигневом Олесницким у князя Тешинского, став таким образом светским владением Краковских епископов на протяжении последующих 350 лет. Епископы обладали определённым уровнем территориального суверенитета в рамках Польского королевства, правом осуществления судебно-административной власти на территории княжества и организации его вооружённых сил и финансовой системы. Автономия Севежского княжества была ликвидирована Четырёхлетним сеймом Речи Посполитой в 1790 году, его территория была включена в состав Польши.

### Прибалтика
После завоевания территорий современных Эстонии и Латвии немецкими крестоносцами в начале XIII века и христианизации местного населения в Прибалтике в 1228 году была образована Ливонская конфедерация — государственное образование, состоящее из Ливонского ордена и четырёх княжеств-епископств: архиепископства Рижского, епископств Дорпат, Эзель—Вик и Курляндия. Главенствующую роль в конфедерации играл Ливонский орден, однако князья-епископы обладали территориальным суверенитетом и всей полнотой власти на территории соответствующих владений. Прибалтийские церковные княжества были ликвидированы в процессе Реформации первой половины XVI века и в ходе Ливонской войны 1558—1582 годов: архиепископство Рижское было секуляризировано в 1561 году. (Рига получила статус свободного имперского города), епископство Эзель—Вик — секуляризировано и продано Дании в 1560 году, епископство Дорпат — завоёвано Иваном Грозным в 1558 году и упразднено, епископство Курляндия — продано в 1560 году Дании и преобразовано в светское герцогство Курляндия. По Виленскому договору 1561 года территории бывших епископств вошли в состав Речи Посполитой и вассального герцогства Курляндия (Эзель остался под властью Дании).

### Португалия
В Португалии в 1472 году был учреждён титул графа Арганиля, которым был пожалован епископ Коимбры. Начиная с этого времени и до 1967 года епископы Коимбры носили светский титул графа, однако суверенными правами в отношении соответствующей территории они не обладали.

### Андорра
Территория современной Андорры была уступлена в XII веке графом уржельским епископу Уржельскому. В 1278 году между епископом и графом де Фуа был заключён договор, в соответствии с которым над Андоррой устанавливался двойной суверенитет епископа Уржельского и графа де Фуа. Этот договор положил начало формированию государственности Андоррского княжества. До настоящего времени юридически главами Андорры в качестве соправителей являются президент Франции (правопреемник королей Франции и графов де Фуа) и испанский епископ Урхельский, хотя фактически власть принадлежит местному парламенту. Светские прерогативы епископа Уржельского в отношении Андорры делают его единственным современным князем-епископом.

## Комментарии
1. 1 2 3  Епископства, не обладавшие суверенными территориями в составе империи к 1800 г. (в том числе и в результате французской экспансии).